# Baltoscândia

Localização dos estados bálticos (em azul) e dos países nórdicos (em verde)

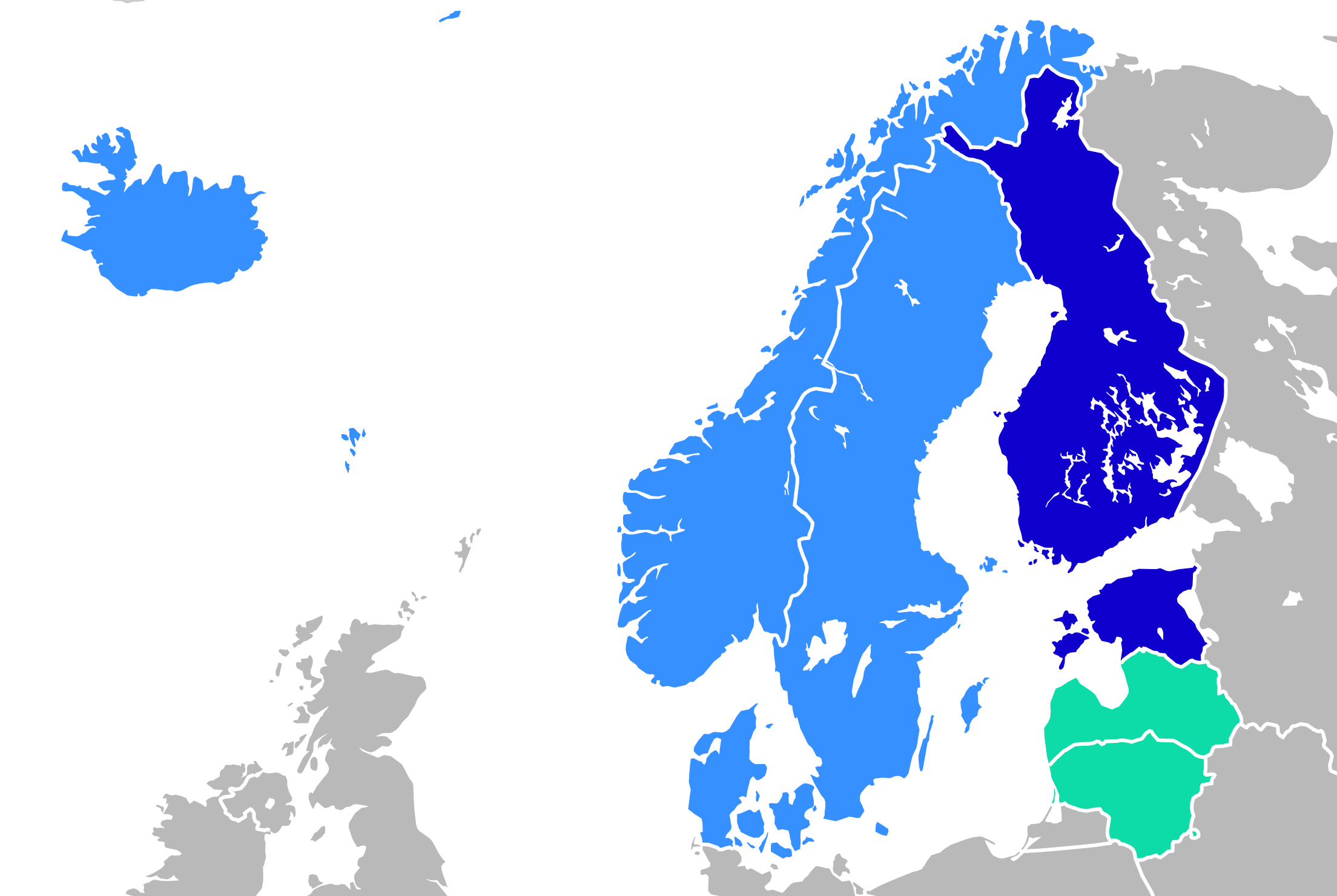
Ramos de idiomas no norte da Europa:
Bálticas (Letônia e Lituânia)
Fínicas (Estônia e Finlândia)
Germânicas do norte (Dinamarca, Ilhas Faroé, Islândia, Noruega e Suécia)

A Confederação Baltoscandiana ou Baltoscândia é um conceito geopolítico de uma união balto-escandinava (nórdica) englobando a Dinamarca, Estônia, Finlândia, Islândia, Letônia, Lituânia, Noruega e Suécia. A ideia foi proposta pelo professor sueco Sten de Geer (1886–1933) na revista Geografiska Annaler em 1928 e desenvolvida pelo professor Kazys Pakštas (1893–1960), um cientista lituano no campo da geografia e geopolítica.

## Desenvolvimento do conceito

Diagrama de Euler indicando a Baltoscândia entre outras sub-regiões do norte da Europa

Pakštas afirma em seu livro The Baltoscandian Confederation que o termo Baltoscândia foi usado pela primeira vez por Sten de Geer em um artigo no Geografiska Annaler em 1928. Neste livro, a Baltoscândia é descrita em várias dimensões diferentes: como unidade geográfica e cultural, como unidade econômica e como unidade política e militar. Kazys Pakštas propôs que uma das maneiras de as nações pequenas resistirem à influência das grandes é se unir e cooperar mais estreitamente entre si. Como ele menciona, a unificação só é possível entre nações semelhantes em tamanho, ambiente geográfico, religião, e também devem respeitar e tolerar umas às outras.
Como a política externa da Lituânia mudou ainda mais para o norte da Europa depois que Dalia Grybauskaitė assumiu o cargo de presidente da Lituânia, vozes questionando o retorno da ideia da Confederação Baltoscandiana estão aumentando neste país.

## Suporte
Por quase 20 anos, a Academia da Baltoscândia (Baltoskandijos akademija) funcionou em Panevėžys, Lituânia. Foi fundada em 17 de novembro de 1991 como o instituto de pesquisas científicas que organiza regularmente arranjos relacionados aos contatos culturais, históricos e políticos do Báltico e da Escandinávia. Seus principais objetivos eram "desenvolver ligações versáteis das terras e nações na região da Baltoscândia e integrar a cultura da Lituânia no espaço cultural da Baltoscândia". A academia foi liquidada no final de 2009 devido a problemas de financiamento. O financiamento foi fornecido pelo município da cidade de Panevėžys, mas as funções da academia não atenderam aos critérios das funções do município mencionado.

### Outros termos
O Nordic-Baltic Eight ou NB8, onde o 8 representa o número de países (Dinamarca, Estônia, Finlândia, Islândia, Letônia, Lituânia, Noruega e Suécia).